# Wskaźnik skolaryzacji
Wskaźnik skolaryzacji – jeden z dwóch podstawowych wskaźników stosowanych do badania poziomu edukacji. Stopa skolaryzacji to odsetek osób uczących się obliczany w stosunku do liczby ludności w określonym przedziale wiekowym, według podziału na odpowiednie etapy kształcenia:
- 7–15 lat – szkoła podstawowa
- 15–19 lat – szkoła średnia, zawodowa
- 19–24 – szkoła wyższa.

Wskaźnik ten najwyższy jest w szkołach podstawowych i wynosi prawie 100%, w miarę przechodzenia do następnych szkół maleje.